# Patrick Moser (Schriftsteller)

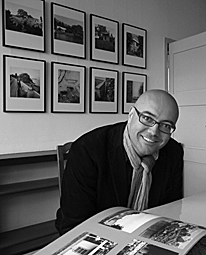
Patrick Moser, 2010

Patrick Moser (* 25. Mai 1969) ist ein französischsprachiger Schweizer Schriftsteller, Übersetzer und Museumsleiter.

## Leben
Patrick Moser studierte Französische Literatur an der Universität Lausanne und Museologie an der Universität Genf.
Er veröffentlichte sechs Bücher mit von ihm so genannten nanotextes. dazu eine Reihe von Ausstellungskatalogen und kunsthistorischen Monographien. Vom amerikanischen Basketballtrainer, Maler und Autor Jon Ferguson (* 1949) übersetzte er drei Romane ins Französische.
Moser arbeitet als Leiter der Villa Le Lac von Le Corbusier in Corseaux, wo er auch lebt.

## Werke
Nanotexte
- La Saveur des mots. 2002.
- Ecce Homo. 2002.
- Icare. 2003.
- Tu ne voleras point. 2005.
- Le Chat qui vous ressemble. 2006.
- Epilogue. 2010.

Kunstgeschichte
- Erling Mandelmann. Le photographe, le musicien et l’architecte. 2010.
- René Burri. Le Corbusier intime. 2011.
- Ecal chez Le Corbusier. 2012.
- Alberto Sartoris ou la quatrième dimension de l’architecture. 2014.
- Daniel Schlaepfer. Une Petite Maison de Nuit. 2015.
- Hommage à Le Corbusier. 2015.
- Pascal Dufaux. Alien Camera. 2016.
- Adrien Couvrat. Le Corbusier et les reflets de la couleur. 2017.
- Florence Cosnefroy. Couleurs et correspondances. 2019.
- De Bel-Air à Babel. Un rêve de grandeur. 2019.
- John-Francis Lecoultre. Un pastelliste d’exception. 2020.
- Dans le sillage de la Villa – A Villa and its Legacy. 2021.

Übersetzungen

Filme
- Gangs of New York. 2002.
- Im toten Winkel – Hitlers Sekretärin. 2002.
- Big Fish. 2003.

Romane
- Jon Ferguson: Le Missionnaire. 2005.
- Jon Ferguson: L’Anthropologue. 2006.
- Jon Ferguson: Le Déluge. 2010.